# Hymenophyllum caudiculatum
Hymenophyllum caudiculatum là một loài dương xỉ trong họ Hymenophyllaceae. Loài này được Mart. mô tả khoa học đầu tiên.

## Hình ảnh

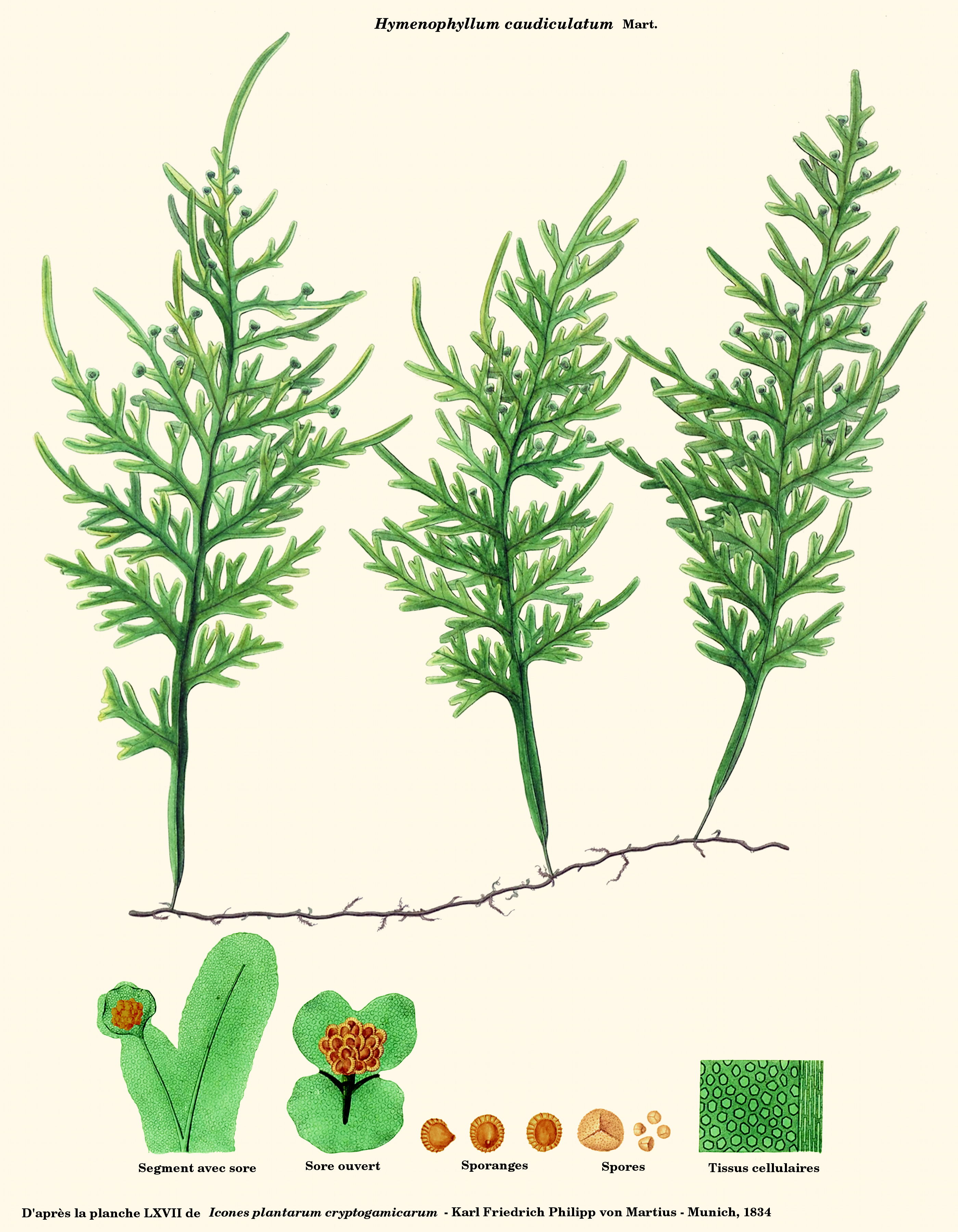
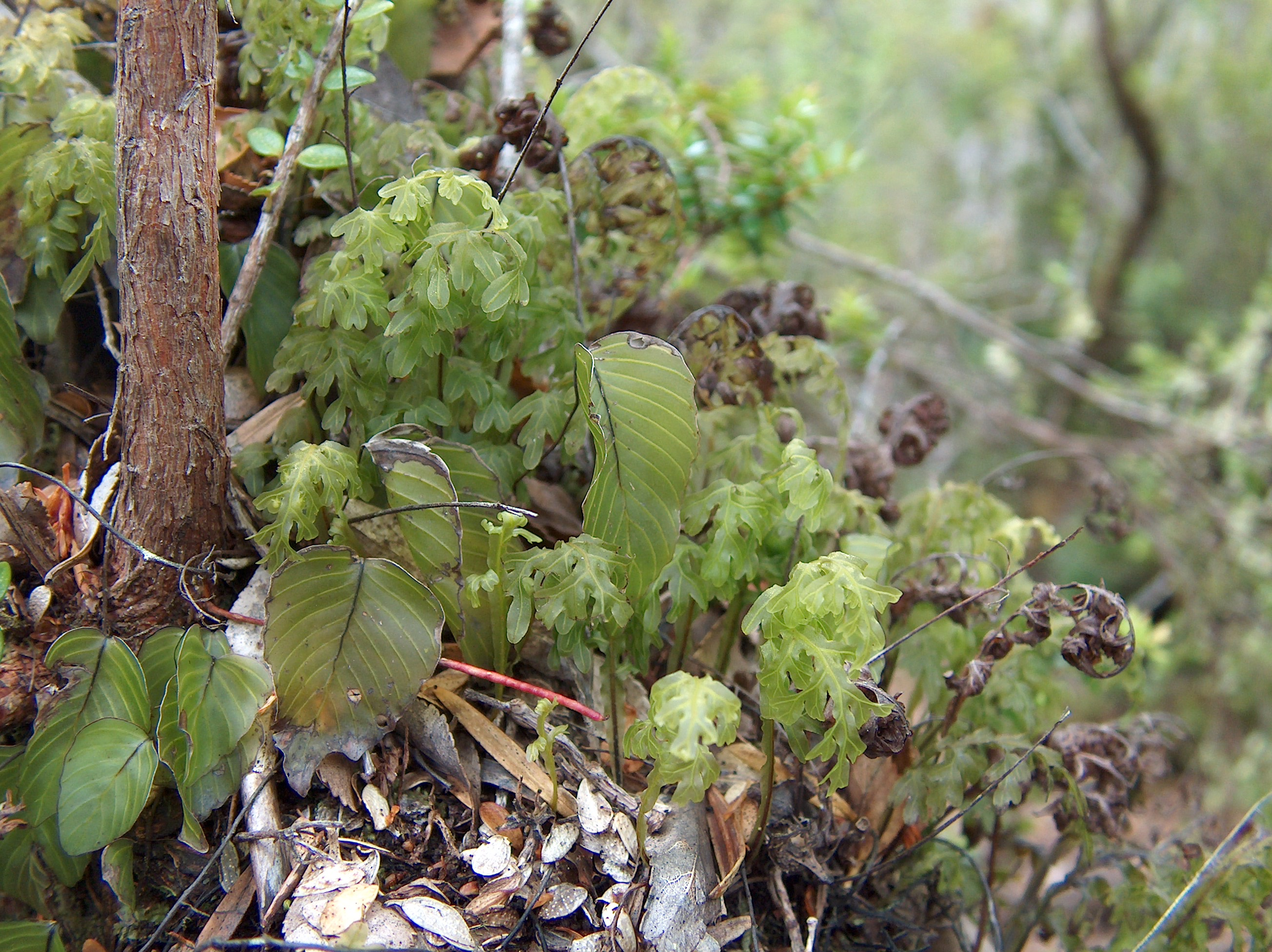